# Arctia erinacea
Arctia erinacea là một loài bướm đêm thuộc phân họ Arctiinae, họ Erebidae.